# Senzatetto

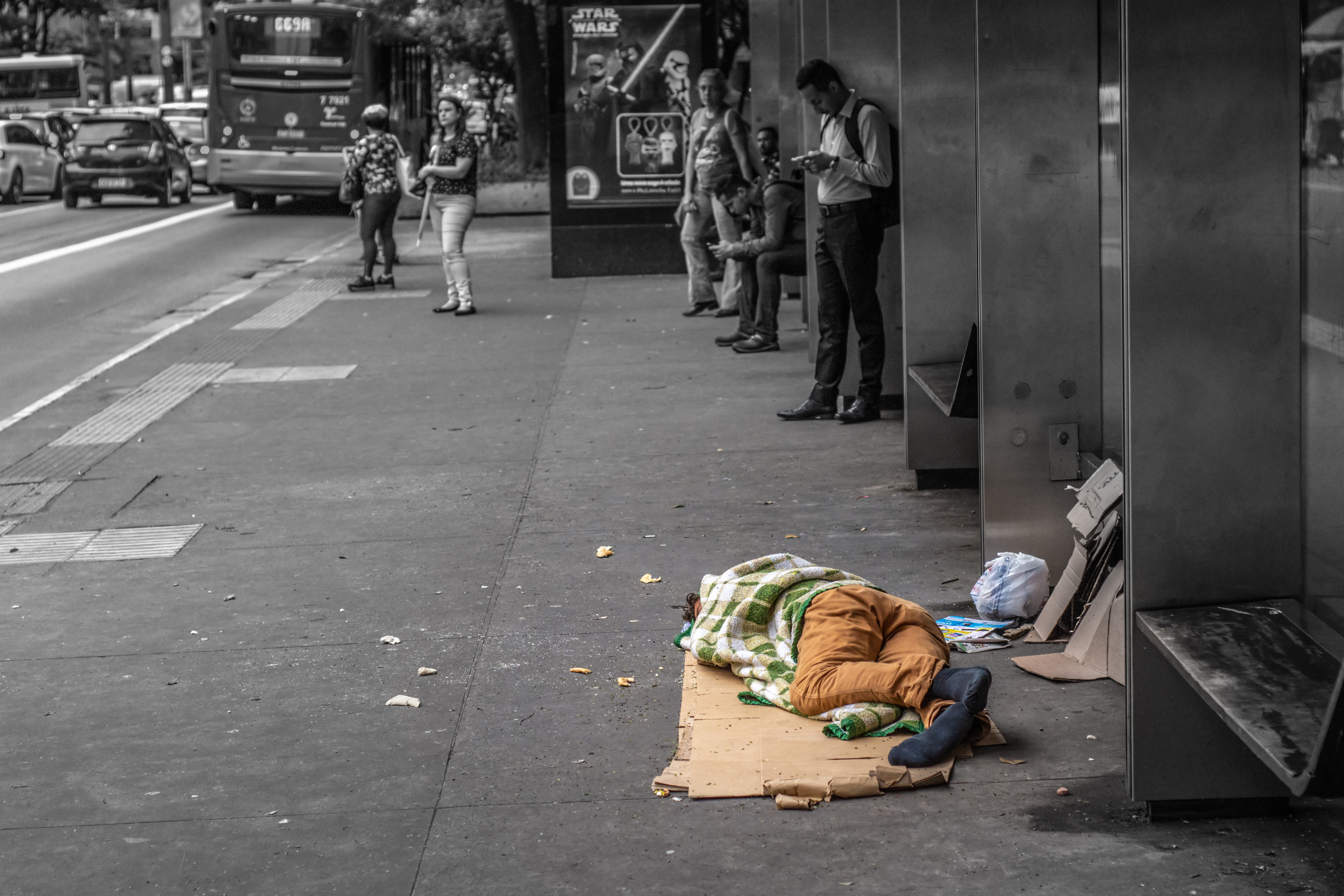
Una persona senza fissa dimora dorme su un giaciglio di cartoni nel traffico dell'Avenida Paulista a San Paolo, in Brasile.

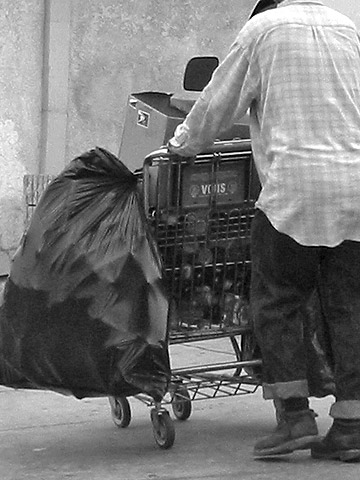
Un senzatetto spinge un carrello per la strada

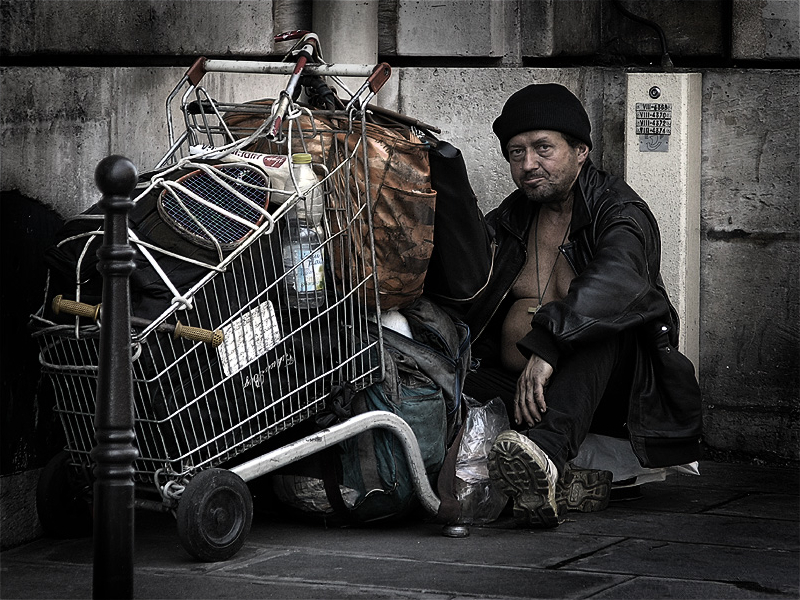
Un senzatetto francese

Le persone senzatetto, senza casa o senza fissa dimora (per le quali è usata a volte la parola francese clochard, l'inglese homeless o l'italiano barbone), sono persone che per lungo tempo non hanno un luogo fisso di residenza.
Ciò le distingue dalle persone che condividono questa condizione per una libera scelta personale (come gli hobo e gli schnorrer o i punkabbestia), o per il retaggio culturale e storico riempito della vita in comunità chiusa e riempite al collettivismo sociale, come nel caso dei popoli nomadi (popolo Rom e sinti).
La condizione dei senza casa è più visibile nelle aree povere delle grandi città e in quelle suburbane, anche se essi spesso coesistono più o meno visibilmente dentro comunità dove i residenti non sono poveri. Il termine legale senza fissa dimora (in inglese No Fixed Abode, NFA, e in francese Sans domicile fixe, SDF) è spesso usato ufficialmente come alternativa a persona senza casa o senzatetto.
Non sono infrequenti ogni anno, gli eventi di persone morte a causa del freddo, per rifiuto o per insufficiente disponibilità di posti-letto nei centri di accoglienza, e per la mancanza di beni primari poco costosi e facilmente reperibili, come un kit di sopravvivenza e una coperta termica.
Per arginare il problema del decoro urbano e delle possibili morti per assideramento, alcune pubbliche amministrazioni italiane hanno erogato contributi ai proprietari di immobili a uso residenziale che avessero concesso in locazione o in comodato un proprio fondo sfitto o relative pertinenze a uno o più persone prive di proprietà private eleggibili come proprio domicilio ovvero della stabilità di reddito generalmente richiesta dal mercato delle locazioni per poter ottenere il bene primario dell'abitazione principale. Si tratta di ordinari contributi a fondo perduto per la locazione di un immobile che sono ripartiti fra locatore e locatario, previa registrazione di un regolare contratto di locazione. Nessuna legge vieta di assegnare una priorità ai senza fissa dimora da lungo termine e relative situazioni assimilate (es. vittime di un cataclisma naturale), che versino prioritariamente in una situazione di grave emergenza abitativa.

## Persone famose che vivono come senzatetto
Esistono alcuni casi di persone assolutamente geniali, eccentriche e ultralibertarie che hanno deciso di rinunciare al possesso di ogni bene materiale, e alle limitazioni che essi comportano. Tra questi il matematico russo Grigori Perelman (noto per avere dimostrato la congettura di Poincaré); un analogo genio matematico fu Paul Erdős, che non aveva una casa e tutte le sue proprietà materiali erano stipate in due logore valigie che lo accompagnavano ovunque andasse.
Altro noto senzatetto, per un periodo della sua vita è stato George Orwell, lo scrittore che diede successivamente vita all'espressione e concetto di "Grande Fratello" nel romanzo 1984, il quale raccontò questa esperienza nella sua opera prima Senza un soldo a Parigi e a Londra. Ancora fra gli scrittori, si può citare Gianni Padoan, che visse per anni in tenda e in roulotte.

## Cause che portano a questa condizione
Vi sono molte possibili cause che portano alla perdita della casa.
- Alcuni deliberatamente scelgono di non avere una residenza permanente, includendo viandanti a piedi e quelli che hanno forti convincimenti spirituali personali antimaterialistici (come gli yoghi in India).

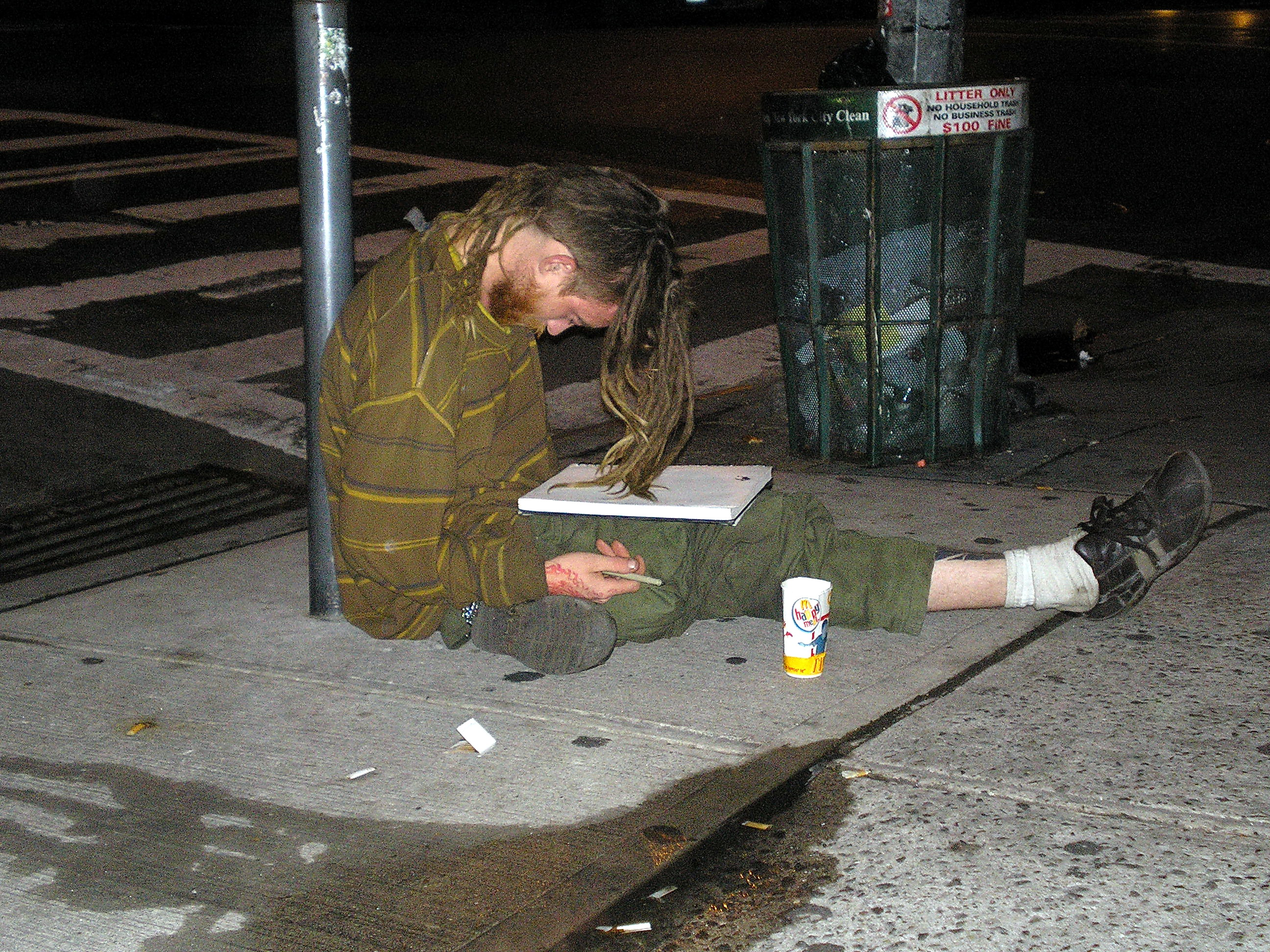
Un senzatetto a New York

- Fuga dall'abuso domestico, includendo ogni tipo di abuso sessuale, fisico e mentale: le vittime che scappano da questi tipi di abuso spesso si ritrovano senza una casa. I bimbi che hanno subìto abusi hanno spesso una maggiore probabilità di cadere nell'uso delle droghe, cosa che contribuisce a rendere loro difficile lo stabilirsi in una residenza.[6] Nel 1990 uno studio trovò che la metà delle donne e dei bambini senza casa fuggivano dall'abuso.[7]
- Abbandono delle cure ospedaliere o di lungodegenza: sia per problemi di natura fisica sia di salute mentale.
- Fuoriusciti dal carcere: molto spesso le persone appena uscite dal carcere non trovano lavoro, hanno pochi soldi e nessun luogo dove andare.[8]
- Casi di malagiustizia, in cui le vittime, deprivate di tutto da rei ignoti, non ottengono né giustizia né risarcimento.
- Problemi di salute mentale: le persone sofferenti da condizioni causanti psicosi spesso trovano difficile il riuscire a mantenere un'abitazione. Inoltre, cambi nelle politiche pubbliche possono portare all'incremento dei senza tetto, come avvenne negli Stati Uniti durante i primi anni ottanta, quando molte persone vennero obbligatoriamente dimesse dai manicomi. Nei paesi ad alto reddito la prevalenza media di qualsiasi disturbo mentale è stata stimata al 76,2% con un Intervallo di confidenza al 95% pari a [64,0%,86,6%][9]. In molti casi, non è possibile stabilire quale delle due condizioni si sia instaurata prima. Secondo l'associazione americana National Alliance for the Mentally Ill (NAMI), vi sono circa 50 000 malati di mente senza tetto nella sola California per via dello sgombero degli istituti psichiatrici effettuato tra il 1957 e il 1988 e la mancanza di adeguati sistemi di servizi locali.[10]
- Difficoltà economiche conseguenti alla perdita del lavoro o al divorzio.

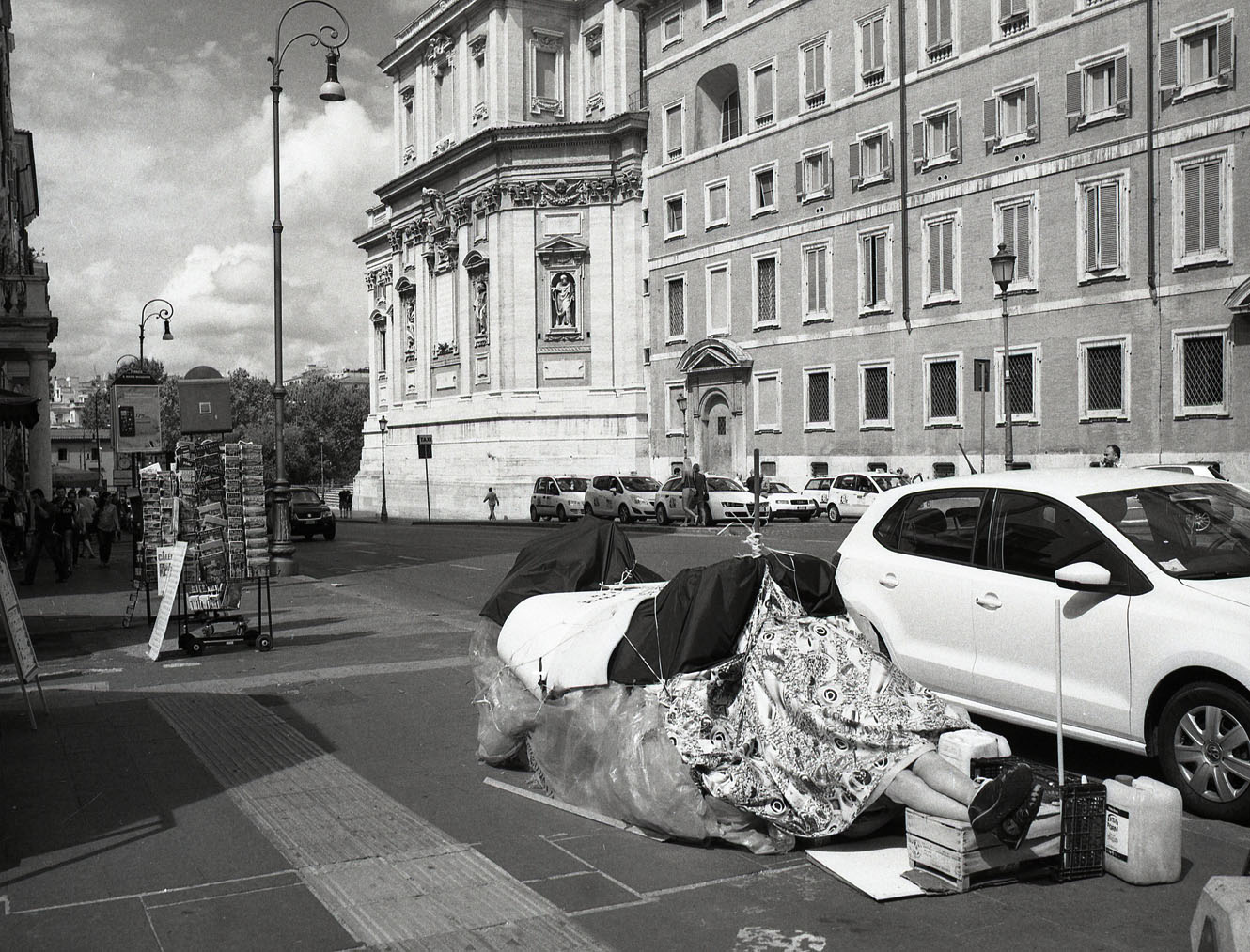
Senzatetto a S. Maria Maggiore Roma 2015

- Tossicodipendenza o abuso di alcol: si stima che circa il 38% degli "homeless" abbiano una dipendenza da qualche tipo di sostanza. Esiste un dibattito riguardo al fatto che la tossicodipendenza sia una causa o una conseguenza della condizione di senza tetto. Comunque, indipendentemente dal come insorga, una dipendenza non trattata rende la fuoriuscita dalla condizione di senza casa estremamente difficile.[11]
- Crisi finanziaria o l'accumulo di debiti.
- Sfratto[12].
- Mancanza di salari che consentano una vita decente.[13]
- Disastro naturale, come per le decine di migliaia di residenti di New Orleans in Louisiana che persero le loro case in seguito alle esondazioni provocate dall'uragano Katrina.
- Veterani di guerra in dissociazione psichica: come ad esempio i veterani della guerra del Vietnam.
- Ragazzi padri-ragazze madri ovvero minorenni che diventano genitori.
- Gli sfratti degli inquilini sono una causa significativa della nascita dei senzatetto.[14]

## Diversi posti di rifugio

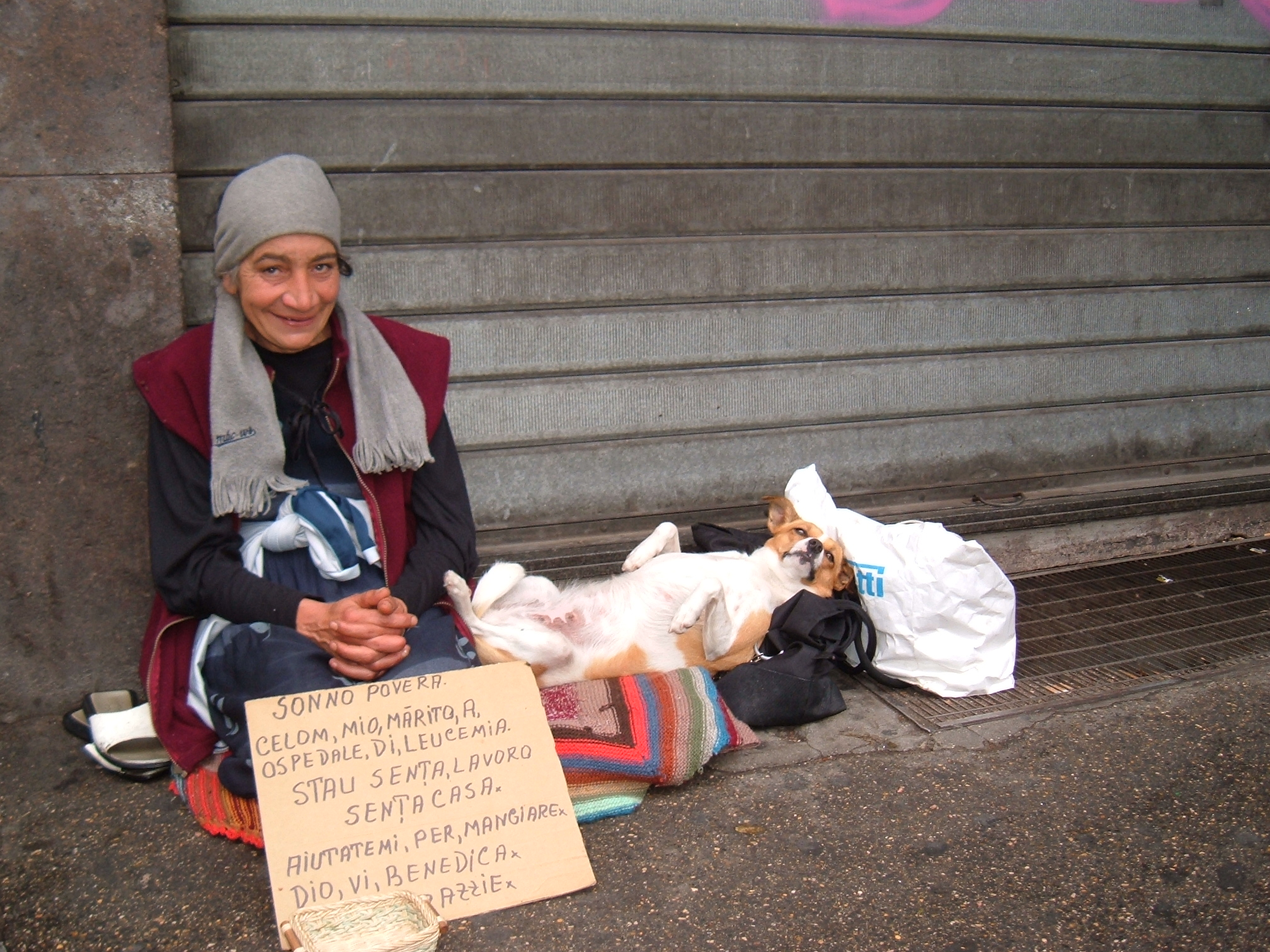
Una donna e il suo cane per le strade di Roma

L'assenza di una dimora stabile induce alla ricerca di soluzione di ripiego, pur di non morire di fame, sete, ipotermia, patologie secondarie acquisite e dolori insopportabili generati dalla denutrizione e dal freddo (che può causare sindrome di Raynaud e angina pectoris). Possibili soluzioni a determinate circostanze:
- all'esterno: all'aperto, in una tenda o tra i rifiuti.
- in un veicolo: un'automobile o una roulotte. Alcuni di questi sono persone benestanti che vivono in questo modo per scelta e non si ritengono "senzatetto" nel senso comune. Per altri un veicolo può servire come sistemazione temporanea, per esempio persone appena sfrattate dalla casa che occupavano.
- in un luogo pubblico: parchi, autobus o stazioni ferroviarie, aeroporti, garage.
- in strutture abbandonate: edifici o automobili abbandonate, barche tirate a secco.
- rifugi.
- dormitori: che offrono alloggio temporaneo economico e spesso sono usati da coloro che cercano di uscire dalla condizione di senzatetto.
- amici o famiglia.
- campi profughi: campi adeguatamente attrezzati per i senzatetto solitamente situati vicino alle stazioni ferroviarie.

## Demografia

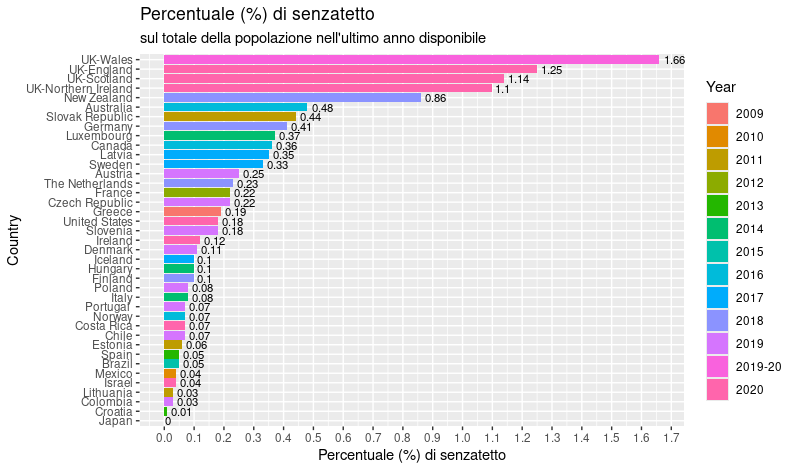
Fonte : [http://www.oecd.org/els/family/HC3-1-Homeless-population.xlsx OECD

### Italia

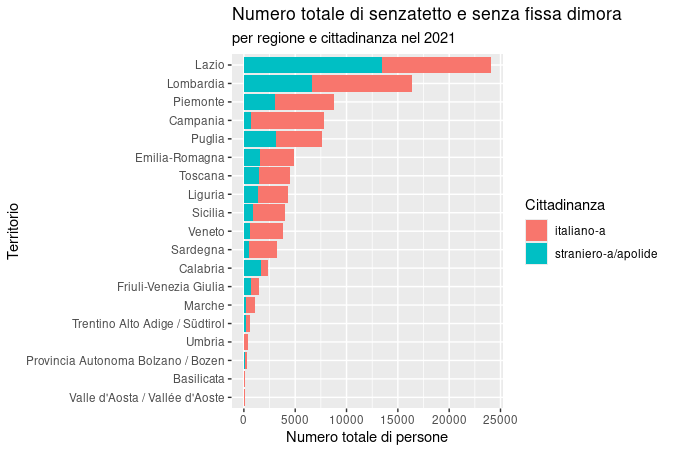
Fonte:[https://rpubs.com/lovepeacejoy404/1263533 Statistiche su senzatetto e senza fissa dimora in Italia

Causes of homeless deaths in Italy (2023). Fonte: Fio.PSD

Secondo gli ultimi dati rilevati a livello nazionale, pubblicati nel 2015, dalla Federazione italiana organismi persone senza dimora (Fio.PSD) e Istat, e aggiornati all'anno precedente, i senza fissa dimora in Italia superano le 50 000 unità. Sono stati presi in considerazione coloro che hanno utilizzato almeno un servizio di mensa o accoglienza notturna nei 158 comuni italiani selezionati per l'indagine.
La città più colpita dal problema senzatetto è Milano, con più di 12 000 persone. Segue Roma con quasi 8 000 persone senza fissa dimora. Poi Palermo ne conta circa 3 000, Firenze circa 2 000, e Torino più di 1 900.
- Nord Italia: 22 215 senzatetto
- Centro Italia: 11 548 senzatetto
- Sud Italia: 6 478 senzatetto[17]

Le quote per sesso:
- 68% uomini
- 32% donne

Due terzi hanno al massimo la licenza media, e il 76% vive da solo, in crescita rispetto al 72% del 2011.
Secondo il Censimento Permanente della Popolazione e delle Abitazioni 2021 dell'Istat, il numero delle persone "che vivevano nei campi attrezzati, nelle baracche, nei garage e nelle situazioni di fortuna" era pari a 500.000 unità, contro le 125.000 rilevate nel 2011. La differenza dipende anche dall'adozione di una nuova metodologia di computo: a partire dal censimento del 2021 si sono utilizzati per la prima volta come fonte i registri delle anagrafi locali.
Il censimento Istat rileva la parte di popolazione che risulta essere iscritta all’anagrafe presso un indirizzo di residenza fittizio (senza tetto) e coloro che, pur non avendo un luogo di dimora abituale, eleggono il proprio domicilio presso il Comune dove dimorano abitualmente (senza fissa dimora). Ciò non permette di distinguere fra coloro che semplicemente non hanno un domicilio stabile (figli di giostrai o venditori ambulanti, minori i cui genitori ricorrono all’istituto della residenza fittizia per motivi fiscali, ecc.), da coloro che effettivamente non hanno un tetto sotto a cui dormire.
Nel 2024 sono morti in Italia 450 clochard di cui 49 vittime di violenza. La prima causa di morte sono le malattie aggravate dalla miseria cui seguono le vittime di reati. L'abitazione non protegge soltanto dal freddo e dalla morte per ipotermia, ma anche dai pericoli che sono nelle strade.

#### Demografie etniche
- 40,5% italiani
- 13,2% europei UE
- 2,5% europei extra UE
- 0,9% americani
- 4,8% asiatici
- 0,1% dall'Oceania
- 33,3% africani
- 4,8% non registrati

### Unione Europea
Al gennaio 2024, Euronews in collaborazione con la Commissione Europea dichiara che dal 2009 il numero di senza tetto nell'Unione Europea è raddoppiato. Ogni notte circa 895.000 persone dormono all'addiaccio o in alloggi di emergenza. Il drastico aumento dei prezzi degli affitti, del carburante e dei generi alimentari sono ritenuti uno dei fattori determinanti di questo fenomeno.

### Stati Uniti
- 41% uomini singoli
- 40% famiglie
- 14% donne singole
- 5% giovani

La maggior parte delle famiglie di senzatetto negli USA consistono in una donna non sposata con i suoi figli.

#### Demografie etniche
- 49% afro-americani
- 35% bianchi
- 13% latino-americani
- 2% nativi americani
- 1% asiatici o discendenti

Negli USA, circa 500 000 veterani sperimentarono la condizione di "senzatetto" durante qualche periodo dell'anno. Veterans Affairs è un ente che fornisce alloggio soltanto a veterani di guerra USA cronicamente malati. Da segnalare anche che disabilità fisiche che rendono difficile oppure impossibile a una persona il trovare lavoro sono spesso comuni tra le persone homeless.

### Australia
Censimento del 2001 di 100 000 senzatetto in Australia
- 58% maschi
- 42% femmine
- 36% tra 12 e 24 anni
- 10% minori di 12 anni
- 8,5% aborigeni e Torres Strait Islanders
- 23% nei dormitori
- 49% con amici e parenti
- 14% dormono all'aperto
- 14% stanno in strutture finanziate della SAAP

#### Cause comuni
- Violenza in casa e famiglia (22%)
- Sfratto (11%)
- Rottura dei rapporti familiari (11%)
- Sistemazione usuale non disponibile (11%)
- Difficoltà finanziarie (10%)

## Servizi ai senza casa
I ricoveri per senza casa aperti dai governi, chiese, o istituti di carità municipale lavorano per fornire una temporanea abitazione ai senzatetto. I tipi di rifugio comprendono il ricovero notturno, ricovero riscaldato, il rifugio di transizione, le case popolari, l'Housing First. Mentre alcuni rifugi forniscono anche cibo, altri chiedono alle persone di rifocillarsi in banche alimentari oppure di andare a una mensa per i poveri per la nutrizione.
I servizi ausiliari forniti da alcuni rifugi includono:
- dispensari.
- vestiario e oggetti di uso personale.
- docce e servizi igienici.
- agenzia di collocamento.
- assistenza legale e altri servizi sociali: come il controllo della dipendenza da stupefacenti, terapia dei traumi fisici e il trattamento della depressione.

Nonostante tutto, vi sono molte lamentele riguardo alla sicurezza e alla qualità dei rifugi per homeless. Le case popolari sono una soluzione più costosa che secondo alcuni sociologi potrebbe ridurre di molto il circuito perverso che porta a diventare un senza tetto. Alcune strutture di ospitalità hanno modificato la propria organizzazione offrendo, oltre alla risposta ai bisogni primari, percorsi educativi rivolti alle persone senzatetto, finalizzati al cambiamento rispetto ai comportamenti che hanno condotto alla situazione di marginalità e al successivo reinserimento sociale. Si cita ad esempio l'esperienza del Nuovo Albergo Popolare di Bergamo.
Un programma per raggiungere oltre (in inglese outreach program) è un gruppo di persone che può includere ufficiali di polizia, lavoratori civili della outreach precedentemente homeless, e vari tipi di consulenti. Questo gruppo fa contatto con altre persone senzatetto e può procurare assistenza, oppure portarli a rifugi di vario tipo. Questo può evitare le inutili e costose campagne di retate con arresti indiscriminati intesi a far sloggiare gli homeless da alcuni quartieri.

## Possibilità di creare reddito per i senzatetto
Molte organizzazioni senza fini di lucro, come Goodwill Industries realizzano la missione di "provvedere allo sviluppo di competenze e opportunità di lavoro per persone che di solito incontrano barriere all'impiego", anche se molte di queste organizzazioni non sono primariamente destinate verso gli individui homeless. Molte città hanno anche giornali di strada oppure riviste: sono pubblicazioni destinate a fornire opportunità d'impiego alla gente senza casa o ad altri bisognosi di quel poco denaro ottenuto dalla vendita di queste pubblicazioni sulle strade delle loro rispettive città. In Italia il più importante street magazine è senza dubbio Scarp de' tenis, il mensile della strada promosso da Caritas Ambrosiana e Caritas Italiana.
Mentre alcuni senzatetto svolgono lavori pagati, alcuni devono cercare altri metodi per fare soldi. Una soluzione è chiedere l'elemosina, ma sta diventando illegale in molte città. Nonostante lo stereotipo, non tutti coloro che chiedono l'elemosina sono senzatetto. Un'altra soluzione si chiama busking; i buskers sono artisti di strada: fanno giochi di prestigio, di abilità, suonano, disegnano sul marciapiede o fanno qualche altro tipo di intrattenimento in cambio di offerte. In certe città le case farmaceutiche pagano i donatori di plasma: questa può essere un'altra fonte di soldi per questa gente.
Si è sentito parlare di senzatetto che hanno commesso crimini proprio per essere arrestati e mandati in prigione, dove avrebbero trovato rifugio e cibo. Nel gergo della polizia (USA) questo si chiama three hots and a cot. Allo stesso modo un senzatetto può simulare una malattia mentale per ricevere rifugio e cibo in un ospedale.

## Barriere all'uscita dalla condizione di senzatetto
La condizione di senzatetto spesso produce un circolo vizioso. Senza numero di telefono, indirizzo permanente o un posto per cambiarsi e lavarsi, può essere molto difficile trovare e conservare un posto di lavoro. Il marchio d'infamia che circonda la condizione di senzatetto crea uno stereotipo che rende difficile risolvere il problema. Molte città promuovono norme che vanificano ogni sforzo di aiutare i senzatetto semplicemente cercando di coprirli alla vista.
Secondo NCH e NLCHP le città più restrittive creano norme apposta per i senzatetto: leggi che proibiscono di dormire all'aperto, di chiedere l'elemosina (la pena può essere il carcere).
Arrestare un senzatetto per una di queste ragioni creerà un precedente penale, che renderà ancora più arduo trovare un lavoro.

### Residenza
In diversi Paesi, come l'Italia, la concessione della residenza è il presupposto indispensabile per aprire un contratto, essere iscritti alle liste elettorali del Comune per votare e avere un "peso politico", aprire una partita IVA e avviare una propria attività, iscriversi a un centro per l'impiego, accedere all'assistenza sanitaria (salvo le prestazioni urgenti di pronto soccorso),che è appunto riservata ai residenti del luogo (il medico di base gratuito), presentare una domanda come nullatenente per l'accesso all'edilizia popolare o al patrocinio a spese dello stato, iscrivere un figlio a scuola, ottenere prestazioni previdenziali e assistenziali (come il reddito di inclusione) spettanti dall'INPS (che non si possono richiedere se non si ha una residenza cui indirizzare le comunicazioni e per dimostrare di averne diritto in quanto residente in Italia, oltreché un conto corrente per l'accredito).
In Francia, si crea un meccanismo analogo di veti incrociati che impedisce il reinserimento dei poveri nella collettività, fra il possesso di una residenza (proprietà di una casa o contratto di locazione), l'apertura di un conto corrente e la registrazione di un contratto di lavoro.
La residenza è per la Costituzione un diritto inalienabile del cittadino. Negando la residenza, si preclude ai senzatetto il diritto alla salute e l'esercizio del diritto di voto, non secondario per avere una rappresentanza politica e dei diritti.
La residenza diviene ancora più rilevante con il federalismo fiscale e amministrativo, come criterio principale se non unico per l'accesso ai servizi locali, l'attribuzione delle risorse e la ripartizione delle spese a livello centrale.
Alcuni Comuni programmano la concessione di un certo numero di residenze all'anno riservate a senzatetto, pongono delle limitazioni subordinandole all'adesione a un progetto educativo o di inserimento in comunità. Talora le quote sono tassative, e il Comune rifiuta la residenza a persone che comunque hanno ottenuto un contratto di lavoro regolare.
Le riserve spesso sono legate al costo economico e sociale di un intervento diretto a tutelare una persona priva di capacità lavorative, magari con disturbi comportamentali, con esperienze carcerarie o altro. Se la persona è riconosciuta come residente, il Comune è tenuto a erogare tutti i servizi sociali di cui può beneficiare la cittadinanza.
Il costo e la concessione della residenza afferiscono allo stesso centro decisionale, con un evidente incentivo a non concederla.
A ciò si aggiunge in Italia la totale mancanza di un fondo di solidarietà che compensi le regioni, in proporzione ai senza tetto che hanno ottenuto la residenza, in ragione dei costi cui vanno incontro senza avere chiaramente da queste persone nessun contributo fiscale.
Alcune sentenze hanno imposto la concessione della residenza a senza tetto che fisicamente abitavano in dormitori pubblici del Comune, oppure di eleggere come proprio domicilio le sedi delle Caritas diocesane o altre istituzioni di beneficenza, per ottenere di seguito la residenza nel Comune.

## Statistiche per i paesi sviluppati
Le seguenti statistiche indicano il numero approssimativo medio di persone senza casa in qualsiasi periodo dell'anno. Ogni paese ha un diverso approccio nel conteggio delle persone senzatetto, dunque ogni tipo di confronto dovrebbe essere fatto con molta cautela.
Unione europea: 3 000 000 (Unicef 1998)
Stati Uniti: 750 000 (Unicef 1998)
Canada: 200 000 (CBC News dicembre 1998)
Australia: 99 000 (ABS: (Open 2001 Census)
Il numero di persone senza casa nel mondo è cresciuto rapidamente negli anni recenti. In alcuni paesi del Terzo Mondo come Brasile, India, Nigeria, e Sudafrica, la condizione dei senza casa è clamorosa, con milioni di bambini che vivono, giocano e lavorano per strada. Il problema dei senzatetto persiste in modo opprimente nelle città della Cina, Thailandia, Indonesia, e nelle Filippine, a dispetto della loro crescente prosperità, principalmente dovuto a lavoratori migratori provenienti dalle campagne che hanno problemi per trovare un'abitazione permanente e per il crescente aggravarsi delle disparità di reddito tra le classi sociali.
Gli unici paesi senza o con ridottissimi numeri di senzatetto sono principalmente i paesi del golfo (Qatar, Emirati Arabi Uniti, Kuwait) e Singapore, soprattutto grazie al clima estremamente arido o umido, alla fiorente economia, al sistema "asiatico" di welfare, alla stringente politica migratoria e al sistema "Ginta" che fornisce una fonte di reddito anche a chi non può lavorare (nei paesi del golfo).

### Australia
In Australia i senza tetto non sono definite solo le persone senza casa, ma anche coloro che non hanno un alloggio sicuro e una vita precaria. I senzatetto sono suddivisi dall'ufficio statistico australiano in cinque gruppi.
- Rough Sleepers - gente che vive nelle strade senza avere nessun alloggio.
- Gente che abita nei rifugi d'emergenza.
- Gente che abita temporaneamente a casa di amici.
- Gente che vive in camere in affitto.
- Abitanti in campi caravan.

### India
In India vi è il fenomeno dei domiciliati sui marciapiedi (pavement dwellers) che occupano uno spazio preciso di marciapiede nei loro ricoveri improvvisati chiamati bustee. Nel 1971 a Calcutta erano stimate oltre 50 000 persone.

## Riferimenti nella cultura di massa

### Letteratura
La Grande recessione cambia il concetto del senza tetto, la parola barbone non è più adatta a definire la percezione della povertà diffusa e anche il sistema scolastico si adatta alla nuova realtà. Negli anni sessanta può capitare, in letteratura, che un modesto impiegato trovi addirittura serenità e ricettività nel mondo dei barboni dopo essere stato licenziato per incapacità di adattamento a un lavoro anonimo e a uno stipendio da fame: «Erano ormai certi che fosse uno di loro, ma sentivano nello stesso tempo che era "uno speciale" rispetto a ognuno di loro». Già Giuseppe Marotta, nel 1949, quando l'Italia era ancora in piena ricostruzione dopo la seconda guerra mondiale, aveva messo in scena un barbone descrivendolo in modo surreale: «Forse è sufficiente che un uomo abbia qualche volta sentito piovere sul suo cuscino perché le case di lamiera se ci sono lo chiamino quando passa? Comunque fu un gatto, l'ultimo dei gatti arruffati e gialli della periferia, a mostrarmi la capanna di Luigi N. Rasentavo una siepe di erbaccia; l'animale si impaurì per una motocicletta che sopravvenne, forò con un salto il polveroso argine di arbusti e da quel vuoto la sua coda mi additò, oso dire, l'insolita costruzione». Nel 2001 Carlos Ruiz Zafón ne L'ombra del vento crea il mendicante Fermín Romero De Torres, marchiato fisicamente dalle cicatrici del suo passato, cui il protagonista Daniel Sempere offrirà lavoro nella sua libreria. Ambientato nella Barcellona del 1945.

### Cinema
- Un povero ricco, 1983
- Una poltrona per due, 1983
- Senza tetto né legge, 1985, regia di Agnès Varda
- Oliver & Company, 1988
- Una tomba per le lucciole, 1988
- Rosetta, 1999
- La ricerca della felicità, 2006
- The Blind Side, 2009
- Gli Invisibili, 2014
- Pane dal cielo, 2018

### Musica
- Il brano Aqualung della band britannica Jethro Tull, ha per protagonista un senzatetto, il cui nome dà il titolo alla title track del disco omonimo del 1971.
- Il brano Another Day in Paradise di Phil Collins, del 1989, è dedicato specificamente al problema dei senzatetto.
- In Italia è diventato famoso il singolo Piazza Grande del 1972, scritto da Luciano Baldazzi e Sergio Bardotti e interpretato da Lucio Dalla.
- La canzone di Enzo Jannacci El portava i scarp del tennis è dedicata al poetico barbun milanese. «Milano è una città che nulla ha da invidiare (ed è anche meglio) ad altre capitali, come Ravenna Parigi, Oslo, Tokio»[39]. Proprio nelle grandi metropoli il fenomeno dei senzatetto si verifica endemicamente. Miracolo a Milano è dedicata ai clochard milanesi. In questo film si trova un vero e proprio inno, Ci basta una capanna.[40]

### Televisione
- Nel 1987, per un lungo servizio di TV7, e per molti giorni, il giornalista Paolo Frajese, truccato con una lunga barba grigia, e vestito con un abito trasandato, si finse un senzatetto mendicante in via del Corso, via Condotti e via Frattina, completando il tutto con una nottata alla Stazione Tiburtina di Roma. Si tratta di uno dei rari esempi di giornalismo-verità in Italia.
- Invisibili è stato un programma-inchiesta italiano che ha trattato il tema dei senzatetto.

### Fumetti
- Homunculus, 2003, manga serializzato sulla rivista Big Comic Spirits dal 2003 al 2011.